# Il comandante Florent: Il cartomante
Il comandante Florent: Il cartomante è un film tv del 2000, diretto dalla regista Dominique Tabuteau. In realtà si tratta di un episodio della serie tv Il comandante Florent, ma in Italia è stato trasmesso come un film televisivo.